# Maurizio Cazzati
Maurizio Cazzati (Lucera, Reggio Emilia, 1616 – Mantua, 1678) fue un compositor y organista italiano de la época barroca perteneciente a la llamada escuela boloñesa. 

## Vida
Maurizio Cazzati nació en Reggio Emilia, Lucera, en el año 1616 y murió en Mantua en el año 1678. Se conoce muy poco de su formación musical. Fue maestro de capilla y organista de la capilla San Andrea de Mantua. En 1647 se trasladó a Bozzolo en calidad de maestro de música de cámara de Vespasiano I Gonzaga, duque de Sabbioneta, en la Academia de la Morte de Ferrara (1640-51) y en Santa Maria Maggiore en Bérgamo (1653).
Desde 1657 a 1673, residió en Bolonia donde se afirmó como un miembro destacado de la escuela de esta ciudad en particular en el campo de la música instrumental. En el año 1657 se le nombra maestro de capilla en San Petronio, donde la actividad musical era muy intensa, pero dimitió una década después a causa de una fuerte polémica mantenida con Arresti, organista de la iglesia, debido a que éste criticó el Kyrie de una de sus misas. De regreso a Mantua, entró al servicio de la duquesa Ana Isabel Gonzaga y fundó una imprenta musical. 
El periodo de mayor actividad fue su estancia en Bolonia, durante la cual publicó gran número de composiciones y llevó a cabo avances fundamentales en la historia de la capilla Petroniana. Reorganizó completamente la capilla, echando a todos sus miembros para luego redistribuirlos en dos grupos equilibrados de cantantes e instrumentistas. En el año 1658, esta reestructuración de la capilla se había completado. Llegó a tener una plantilla que contaba con 4 sopranos, 6 altos, 6 tenores, 6 bajos, 2 viola alto, 2 viola tenor, 2 trompetas, 1 violonchelo, 1 violón grande, 1 tiorba y 2 organistas.
El propósito de Cazzati era disponer de un grupo musical disciplinado y altamente cualificado, que diese lustro a la basílica y que reflejara a la comunidad boloñesa y a la oligarquía nobiliaria que la guiaba. Todas estas innovaciones, que no fueron muy bien recibidas, unidas al hecho de que Cazzati era foráneo, provocaron reacciones escabrosas por parte del exclusivo entorno musical. Otro hecho determinante para la carrera de Cazzati fue su conflicto con Arresti. La disputa causó la suspensión de Arresti, quitándole el puesto de organista. Sin embargo, cuando finalmente Arresti regresa a su puesto en el año 1671, Cazzati decide abandonar el cargo y regresar a Mantua. 

## Obra
Cazzati escribió numerosas misas, salmos, lamentaciones y otras obras religiosas como madrigales, oratorios o cantatas, cuya composición se sitúa entre 1659 (Espressione in versi di alcuni fatti di S. Giuseppe) y 1669 (La Vittoria di S. Filippo Neri). Su obra instrumental, así mismo abundante, se compone de sonatas y danzas diversas, además de canzonetas y arias. Uno de sus motetes “Sunt breves mundi Rosae” fue impreso en la colección Ballard de 1712 y otras piezas en Profe Geistlicher Concerten.
Es muy difícil realizar una visión lo suficientemente completa de la obra de Cazzati, tanto por su gran amplitud como por la enorme variedad de géneros y formas que podemos encontrar. Probablemente por estas razones, además de la sombra que generaron los rumores acerca de sus disputas, poco se ha estudiado de la producción de este compositor: sólo unos pocos estudiosos han dado cuenta de la importancia indudable que tiene históricamente, especialmente en la escuela boloñesa. 
La calidad de sus composiciones, por lo que se sabe, no siempre es exquisita. A menudo sus obras parecen estar redactadas de forma rápida con aproximaciones, sin un sentido riguroso de estilo. Las composiciones de Cazzati tienen un cierto abandono de las normas del estilo contrapuntístico y una cierta dejadez de la forma, aunque deficiencias similares también se pueden encontrar en obras de otros numerosos compositores del entorno boloñés. Es necesario tener en cuenta, que la formación de Cazzati probablemente tuvo lugar en un periodo de atormentado ambiente en la ciudad de Mantua: la peste había devastado la vida de la ciudad: también, después de la partida de Monteverdi, la situación musical y cultural estaba en franco declive. Cazzati no gozó, por tanto, de un entorno iluminado para desarrollar su educación. Por otra parte, su actividad se adscribe principalmente en el campo sagrado, es decir, en los entornos para los que la música representaba, en primer lugar, un acto de devoción, mientras que el interés popular se concentraba en cambio en el melodrama, nuevo género emergente.
En algunas composiciones, recientemente exhumadas (como la sonata llamada La Brembata 8 del opus 15 o la sonata Bianchina para del op. 35) consta una orientación hacia la conquista de una estructura melódica armónica claramente tonal, logrando la ambigüedad entre la tonalidad y el modo en el que todavía se mueve el estilo de conciertos de la primera mitad del siglo XVII. En este sentido, es importante señalar que el escritor anónimo del "Catálogo de los Sres Maestros de la Capilla de Academia de la Morte de Ferrara" asegura, junto al nombre de Cazzati, que fue él el primero en introducir en Ferrara la manera correcta de modular.

### Canciones
- Capriccio sopra sette note Maurizio Cazzati - Capriccio sopra 7 note - Ensemble La Fenice
- Acclamate de terra Philippe Jaroussky & Ensemble La Fenice - Cazzatti: Acclamate de terra
- Capriccio e ciaccona Philippe Jaroussky & Ensemble La Fenice - Cazzati: capriccio e ciaccona
- Passacaglia Maurizio Cazzati, "Passacaglia" - Accademia degli Astrusi live in Berlin
- Ciaccona M. Cazzati: Ciaconna (C. Pluhar, L'Arpeggiata)
- Alma redemptoris mater Maurizio Cazzati - Alma Redemptoris
- Sonata "La Sampiera"